# جن إيواشيتا
جُنْ إيواشيتا (باليابانية: 岩下 潤) (8 أبريل 1973 في شيزوكا في اليابان – )؛ هو لاعب كرة قدم ياباني سابق كان يلعب كمهاجم.

## وصلات خارجية
- جن إيواشيتا على موقع رابطة كرة القدم اليابانية للمحترفين (اليابانية)
- جن إيواشيتا على موقع عالم كرة القدم.نت (الإنجليزية)